# 石橋俊
石橋 俊（いしばし しゅん）は、日本の医師・医学者。自治医科大学名誉教授。学位は、医学博士。 自治医科大学附属病院で糖尿病・内分泌代謝科の教授を務めた後、埼玉県羽生市で開院。
経歴
埼玉県羽生市下手子林に生まれる。祖父は、開業医。父の仕事の都合で東北地方に住まう。
- 1958-1959：宮城県仙台市居住[3]
- 1959-1960：福島県平市居住[3]
- -1964：福島県福島市小倉寺居住[3]、福島市立第一幼稚園
- -1970：福島県福島市上町居住[3]、福島大学教育学部附属小学校
- -1971 埼玉県与野市居住[3]、埼玉大学教育学部附属中学校
- -1973：埼玉県浦和市居住[3]
- -1976：東京学芸大学附属高等学校
- 1982：東京大学医学部卒業
- 1982-1983：東京大学医学部附属病院内科研修
- 1983-1984：小平記念東京日立病院内科研修
- 1984-1989：東京大学医学部附属病院第３内科医員
- 1989-1994：ダラス居住[3]、テキサス大学サウスウェスタンメディカルセンター分子遺伝学教室留学
- 1994-1998：東京大学医学部附属病院第3内科助手
- 1998-2001：東京大学医学部附属病院糖尿病代謝内科助手
- 2001：東京大学医学部附属病院糖尿病代謝内科講師
- 2001-2023：栃木県下野市祇園居住[3]、自治医科大学内科学講座内分泌代謝学部門教授
- 2023-：埼玉県羽生市居住、2023年3月1日最終講義[3]、いしばし糖尿病内分泌内科クリニック創業、院長に就任。